# Saponite (marque de lessive)
Pour les articles homonymes, voir Saponite (homonymie).

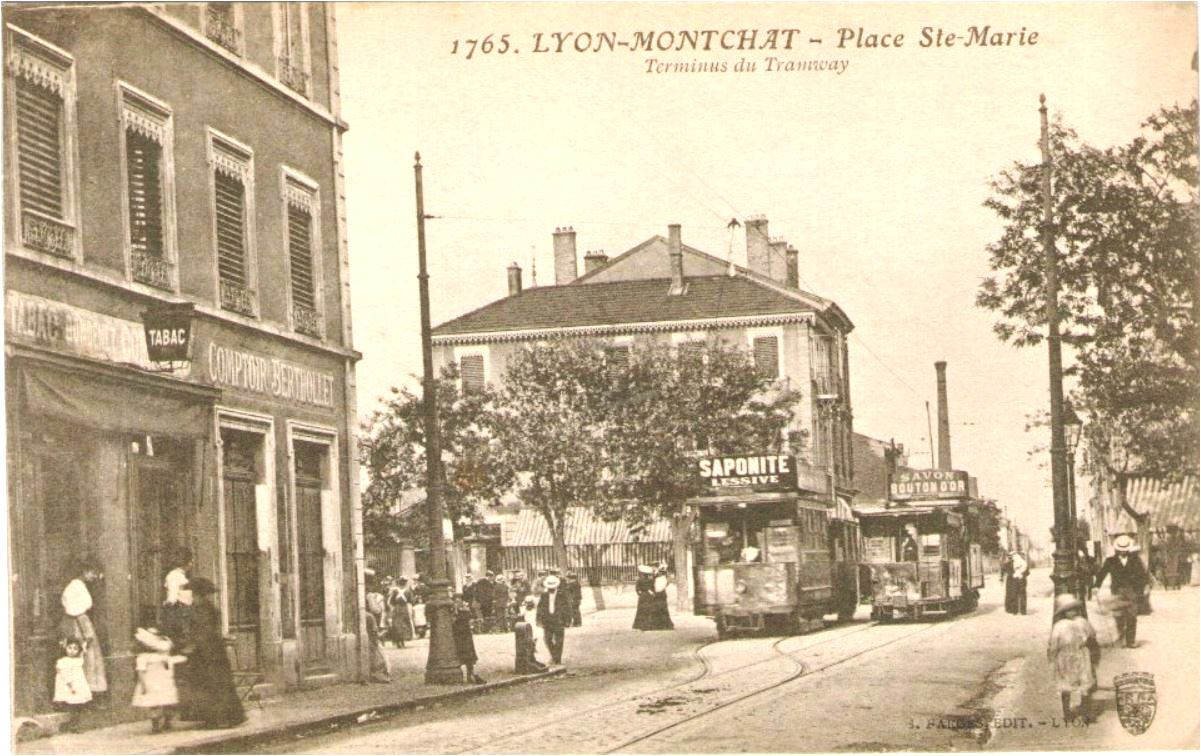
Panneau publicitaire de la lessive Saponite visible sur un tramway. Place Sainte-Marie (aujourd'hui, place Ronde), Montchat, Lyon (avant 1914).

Saponite (surnommée la bonne lessive) était le nom d'une marque française de lessive, aujourd'hui disparue. Elle était distribuée à ses débuts sous la forme de paillettes ou copeaux, puis en paquets classiques numérotés de 1 à 3. Son appellation fait référence au latin sapo (savon), qui donne son nom à la saponaire, une plante qui était ramassée à Nemours (lieu d'origine de la lessive) et mélangée avec du sable siliceux de Fontainebleau pour fabriquer la poudre à nettoyer.
La Saponite est plus connue par son slogan publicitaire Halte là ! Qui vive ? Saponite la bonne lessive, qui avait été créé par le publicitaire Marcel Bleustein-Blanchet pour être diffusé à la radio. Ses publicités étaient aussi déployées sur des nombreux supports (panneaux peints sur les murs, bandeaux sur les bus, objets promotionnels, etc.) dans toute la France. C'est pour cette raison que la Saponite, avec d'autres marques populaires de l'époque, sont mentionnées dans certains romans français pour donner une impression de réalisme, ou bien pour parodier le prétendu style réaliste du nouveau roman (comme dans La vie mode d'emploi de Georges Perec, par exemple).
La société a été enregistrée au tribunal de commerce de la Seine le 13 août 1920, et elle avait son siège social et son usine au 9, rue de l'Embarcadère, à Charenton-le-Pont. La marque avait reçu des nombreux prix depuis 1912, dont la Légion d'Honneur en 1923.